# Kris Borms
Kris Borms (Mechelen, 27 juli 1936 - Keerbergen, 6 december 2000) was een Belgisch journalist en presentator.

## Biografie
Borms studeerde geschiedenis aan de ULB en begon in 1962 als journalist bij de Wereldomroep. Twee jaar later maakte hij de overstap naar de televisie. Onder meer bracht hij in de jaren 90 het duidingsprogramma Terzake op het scherm. Hij specialiseerde zich in sociaaleconomische berichtgeving en het Midden-Oosten en was gedurende tien jaar hoofdredacteur van de televisienieuwsdienst van de BRT. Hij ging op 60-jarige leeftijd verplicht met vervroegd pensioen en stierf op 64-jarige leeftijd aan de gevolgen van kanker.